# Distance over Time
| 전문가 평가          | 전문가 평가 |
| 총 점수              | 총 점수     |
| 출처                 | 점수        |
| -------------------- | ----------- |
| 메타크리틱           | 82/100      |
| 평가 점수            |             |
| 출처                 | 점수        |
| AllMusic             | [ 2 ]       |
| Blabbermouth.net     | 8/10        |
| Classic Rock         | [ 4 ]       |
| Consequence of Sound | A−          |
| Distorted Sound      | [ 6 ]       |
| Exclaim!             | 8/10        |
| Metal Hammer         | Positive    |
| New Noise (magazine) | [ 9 ]       |
| RockNLoad            | [ 10 ]      |
| Wall of Sound        | 7.5/10      |

《Distance over Time》은 2019년 2월 22일에 발매된 미국의 프로그레시브 메탈 밴드 드림 시어터의 열네 번째 스튜디오 음반이며, 인사이드 아웃 뮤직을 통해 밴드의 첫 번째 발매이다. 《Distance over Time》은 드림 시어터가 새 음반을 지원하고 다섯 번째 스튜디오 음반인 《Metropolis Pt. 2: Scenes from a Memory》 (1999년)의 20주년을 기념하는 북미 투어와 함께 발표되었다. 2018년 12월 7일, 리드 싱글 〈Untethered Angel〉과 뮤직 비디오가 공개되었다. 두 번째 싱글 〈Fall into the Light〉는 2019년 1월 11일에 발매되었다. 2019년 2월 8일 세 번째 싱글 〈Paralyzed〉와 그에 수반되는 비디오가 발매되었다. 이 음반은 독일과 스위스에서 1위를 차지한 것을 포함해 19개국에서 10위권을 차지하며 현재까지 이 밴드의 가장 성공적인 음반이다.

## 배경 및 구성
음악적으로, 드림 시어터는 이전 음반인 《The Astonishing》 (2016년)보다 더 무거운 사운드를 가진 "타이트하고 집중적인" 음반을 만들기로 결정했다. 〈At Wit's End〉는 최초로 작곡된 곡이었고, 전체 음반의 작사 과정은 18일이 소요되어 지금까지 가장 빠르게 작곡된 음반이 되었다. 밴드는 《Distance over Time》의 작곡 과정의 속도와 스타일을 2003년 음반 《Train of Thought》의 그것과 비교했다.
드림 시어터는 뉴욕주 몬티셀로에 있는 오두막에서 이 음반을 녹음했다.
보너스 트랙을 포함하지 않은 57분 미만의 길이의 《Distance over Time》은 1992년의 《Images and Words》 이후 1시간 미만의 런타임을 가진 드림 시어터의 첫 스튜디오 음반이며 1989년 밴드의 데뷔 음반 《When Dream and Day Unite》 이후 가장 짧은 음반이다. 이 음반은 《When Dream and Day Unite》와 2016년의 《The Astonishing》에 이어 10분 이상의 곡을 수록하지 않은 드림 시어터의 세 번째 스튜디오 음반이며, 마이크 맨지니가 작사한 곡이 포함된 첫 번째 음반이다.

## 곡 목록
모든 곡들은 존 페트루치, 존 명, 조던 루디스 그리고 마이크 맨지니에 의해 작곡하였다.
| #  | 제목                    | 작사            | 재생 시간 |
| -- | ----------------------- | --------------- | --------- |
| 1. | 〈Untethered Angel〉    | 페트루치        | 6:14      |
| 2. | 〈Paralyzed〉           | 페트루치        | 4:17      |
| 3. | 〈Fall into the Light〉 | 명, 페트루치    | 7:04      |
| 4. | 〈Barstool Warrior〉    | 페트루치        | 6:43      |
| 5. | 〈Room 137〉            | 맨지니          | 4:23      |
| 6. | 〈S2N〉                 | 명, 페트루치    | 6:21      |
| 7. | 〈At Wit's End〉        | 제임스 라브리에 | 9:20      |
| 8. | 〈Out of Reach〉        | 라브리에        | 4:04      |
| 9. | 〈Pale Blue Dot〉       | 페트루치        | 8:25      |

| #   | 제목           | 작사     | 재생 시간 |
| --- | -------------- | -------- | --------- |
| 10. | 〈Viper King〉 | 라브리에 | 4:00      |